# Ітігелов Даші-Доржо
Ітігелов Даші-Доржо (рос. Даши-Доржо Итигэлов; бур. Этигэлэй Дашадоржо ; 1852—1927) — бурятський релігійний діяч, Пандіто Хамбо-лама XII-ий (1911—1917), лідер буддистів Сибіру, один з видатних буддійських подвижників. Був визнаний переродженням першого Пандіто Хамбо-лами Заяєва Дамба-Доржо.

## Біографія
Рано залишившись сиротою, Даші-Доржо Ітігелов виховувався у заможного на ті часи Надміта Батуєва в місцевості Оронгой — нині Іволгинський район. Досягнувши 16 років, він вирушив на навчання до Анінського дацана Хоринської степової Думи. У ті роки цей дацан був одним з найвідоміших за рівнем освіченості своїх лам-священнослужителів. Там він провів близько 20 років, вивчаючи санскрит, тибетську мову, логіку, філософію. Свої знання буддійських наук Даші-Доржо Ітігелов удосконалював в Цугольському і Агінському дацанах, а також служив в Тамчинському дацані — резиденції хамбо лами. Швидше за все, в одному з них він захистив звання габжі-лами, що відповідає званню кандидата філософських наук. Повернувшись в Янгажинський дацан в місцевості Оронгой, він став штатним буддійським філософом, посісти це місце було дуже важко і одночасно почесно, бо штатні лами були фактично на державному забезпеченні.
У 1904 році Ітігелов призначається шіреете-ламою Янгажінского дацана. 24 березня 1911 його висунули в числі десяти кандидатів на пост Пандіто Хамбо лами — глави буддистів Східного Сибіру. Грамотою іркутського губернатора від 11 квітня 1911 року його затвердили в званні Верховного глави всіх буддійських дацанів. За переказами, в момент інтронізації хамбо-лама Ітігелов, перш ніж сісти на хамбінський трон, вийняв сьому з подушечок-олбоків і, поклавши її поверх всіх інших, сів на трон. Це був олбок Пандіто Хамбо лами Ешіжамсуєва Данзат-Гевана. До його правління серед буддистів Східного Сибіру йшла давня суперечка про верховенство між Хілгантуйским і Тамчинським дацанами. Вчинок Ітігелова розцінили як знак того, що він прийшов покласти край давнім чварам.
Згодом Хамбо лама Д.-Д. Ітігелов займався пошуками місця поховання першого Пандіто Хамбо лами Дамба-Доржі Заяєва і навіть, за деякими даними, був визнаний його переродженцем віруючими Хілгантуйського (Цонгольского) дацана. Перебуваючи на посаді Хамбо лами, Д.-Д. Ітігелов докладав великих зусиль для просвітницької діяльності, особливо в справі видання релігійної та світської літератури для мирян. За свою роботу неодноразово нагороджувався медалями від російського уряду і губернатора Східного Сибіру.
У 1913 році Пандіто Хамбо лама брав участь за спеціальним запрошенням у святкуванні 300-річчя Династії Романових і в освяченні буддійського храму в столиці Російської імперії Санкт-Петербурзі. Ініціатор будівництва цього храму — відомий буддійський діяч Агван Доржієв, був найближчим сподвижником і соратником хамбо-лами Д-Д. Ітігелова. У Санкт-Петербурзькому дацані було звершено урочистий молебень за здоров'я і благополуччя Будинку Романових. Після цього Д.-Д.Ітігелов і А.Доржіев сфотографувалися на пам'ять. На фото вони стоять поруч, разом з ними — відомий сходознавець П. К. Козлов і його дружина, знамениті згодом бурятські вчені Ц.Жамцарано, Е.-Д.Рінчіно, монгольський князь Хандо-Доржі, калмицький князь Тундупов. Відомо також, що хамбо-лама Ітігелов брав участь у роботі II загальнобурятського з'їзду, що проходив в Гусиноозерскому дацані в липні 1917 року. За пропозицією Ітігелова з'їзд розглядав нове «Положення про ламаїстське духівництво Східного Сибіру».
Пішовши в 1917 році через хворобу з посади хамбо-лами, Д.-Д. Ітігелов доклав чимало зусиль для збереження та запобігання більшовитських погромів дацанів. Помер хамбо-лама в 1927 році. Як справжній буддійський практик, перед смертю він дав останні настанови своїм учням і попросив їх почати читати заради нього «Гіра Намші», спеціальну молитву для померлого. Учні не наважилися вимовити її в присутності живого Вчителя. Тоді хамбо-лама почав сам читати цю молитву, яку поступово підхопили його учні. Читаючи молитву і перебуваючи в стані медитації, він пішов з цього життя. Перед цим він заповідав своїм учням: «Ви відвідайте і подивіться моє тіло через 30 років».
У позі лотоса, в якій хамбо-лама перебував під час медитації, тіло помістили в саркофаг і поховали в бумхані-мавзолеї в місцевості Хухе-Зурхен, де ховали знаменитих лам.

## Ексгумація
Ченці розкрили могилу як велів вчитель в 1955 році. Тіло Ітігелова залишалося без змін. Змінивши одяг схимникові, його закопали назад. Знову Хамбо Лама був витягнутий у 1973 році. Переконавшись у цілості тіла, і провівши необхідні обряди, його знову закопали. Остаточно ченця підняли в 2002 році. При ексгумації були присутні представники органів влади та судово-медичної експертизи. Мощі буддистського святого не були зворушені часом.
«Ми уважно оглянули тіло лами, склали, як годиться, протокол, підписали його» — каже завідувач відділу ідентифікації особи Російського центру судово-медичної експертизи доктор медичних наук професор Віктор Звягін «Тіло знаходиться в такому стані, немов він помер зовсім недавно. Рухливість суглобів, тургор шкіри — все відповідає параметрам людини, померлої, може бути, день-два тому. Всяка фальсифікація виключена. Не тільки тому що віруючі вважали б це святотатством, але й тому що ми мали можливість порівняти свої спостереження з матеріалами дворічної давнини, коли була проведена ексгумація. Ніякі відомі науці штучні способи підтримки такого стану тіла начебто муміфікування, бальзамування тощо в цьому випадку не застосовувалися. Немає слідів розтину, вилучення головного мозку і внутрішніх органів, ніяких уколів, розрізів і тому подібних впливів ми не виявили».
З Акту зовнішнього огляду ексгумованого тіла Дашо-Доржі Ітігелова, проведеного в приміщенні Іволгинського дацана: «Шкірні покриви тіла світло-сірого кольору, сухі, податливі при на натисканні на них пальцями. М'які тканини трупа еластичні, рухливість в суглобах збережена. Яких-небудь слідів, які свідчать про раніше зробленому розтині порожнин тіла з метою можливої бальзамації або консервації, не виявлено».
Після проведення дослідження часток шкіри, вчені дійшли сенсаційних висновків. Клітини лами не тільки не померли, але і продовжують ділитися. Іншими словами, швидше за все всі життєві процеси в тілі ченця тривають, тільки вони уповільнені в мільйони разів.
«У світовій практиці це єдиний офіційно зафіксований випадок такої схоронності тіла» — стверджує Звягін "Звичайно відомі випадки муміфікації і бальзамування тіл. Наприклад в Петербурзі це було модним в кінці XIX століття. Микола Пирогов сам приготував розчин для зберігання свого тіла, яке більше 120 років зберігається під Вінницею. Але для цього, внутрішні органи витягувалися, і застосовувалися спеціальні хімічні речовини. Не рідкість виявлення тіл у вічній мерзлоті, але вони швидко розпадаються при зіткненні із зовнішнім середовищем ".
31 жовтня 2008 року був проведений обряд освячення Благословенного Палацу Хамбо-лами Ітігелова в Іволгинському дацані і нетлінне тіло Учителя було урочисто перевезено в цей храм.